# Johan Neeskens
Johannes Jacobus „Johan“ Neeskens (15. září 1951, Heemstede – 6. října 2024) byl nizozemský fotbalista, záložník, pilíř jednoho z nejslavnějších národních týmů Nizozemska a Ajaxu Amsterdam.
Držitel dvou stříbrných medailí z mistrovství světa (1974, 1978) a jedné bronzové z mistrovství Evropy v Bělehradě roku 1976. V nizozemské reprezentaci odehrál celkem 49 utkání, v nichž vstřelil 17 branek (z toho 5 na MS 1974). Jeden z nejlepších světových defenzivních záložníků 70. let, největší přítel Johanna Cruyffa, se kterým hrál v Ajaxu a poté i v Barceloně.
S Ajaxem Amsterdam třikrát vyhrál Pohár mistrů evropských zemí (1971, 1972, 1973), dvakrát Superpohár UEFA (1972, 1973) a jednou Interkontinentální pohár (1972). S FC Barcelona pak ještě Pohár vítězů pohárů 1978/79. Dvojnásobný mistr Nizozemska (1972, 1973), dvojnásobný vítěz nizozemského poháru (1971, 1972), vítěz španělského poháru (1978).
V anketě Zlatý míč, která hledala nejlepšího fotbalistu Evropy, se roku 1974 umístil na pátém místě. Pelé ho roku 2004 zařadil mezi 125 nejlepších žijících fotbalistů.
Po skončení hráčské kariéry se věnoval trenérské činnosti.